# 트루스포럼
트루스포럼(TRUTH FORUM)은 서울대학교에서 조직된, 기독교적 가치관을 중시하는 극우 성향의 보수 단체이다.

## 역사
트루스포럼은 2017년 2월, 서울대학교 박사과정에 재학 중인 김 대표가 박근혜 대통령 탄핵의 문제점을 지적하는 대자보를 게시하며 시작되었다. 이 대자보에 공감하는 서울대 재학생, 동문들과 함께 박근혜 탄핵반대 서울대인 연대를 구성하고 여섯 차례 대자보를 붙였다. 대한민국 헌법재판소에서 탄핵심판이 인용된 이후에는 관련 활동을 위해서 트루스포럼을 개최하였다.
2017년 4월 10일, 서울대 자연대 대형강의실에서 이동호가 서울대 트루스포럼 제 1회 강연을 진행했다. 이후 김철홍, 이강호, 황성준 등 전 공산주의 활동가 서울대 동문들을 초청해서 강연을 진행했다. 김동식, 황교안 전 대통령 권한 대행, 김승규 전 법무부 장관, 남재준 전 국정원장 등 전현직 관료들과 민계식 전 현대 중공업 회장, 이재춘 전 러시아 대사, 이인호서울대 명예교수 등 사회 각계의 인사들이 지금까지 강연에 참여했다.현재까지 2023년 2월 기준 75회의 강연이 진행되었다.
2017년 10월부터 전국으로 조직이 확대되어 고려대학교, 연세대학교, 부산대학교, 이화여자대학교, 한동대학교 및 총신대학교 등 여러 대학에 지부를 두고 있다.
2021년 4월 16일 기존의 서울대학교 총학생회가 운동권과 관계가 있고 좌편향되었다며 새학생회 운동을 시작했다.

## 주요활동
트루스포럼은 기독교 보수주의 가치를 기반으로 서울대 중심으로 여러 활동들을 진행중에 있다.
- 트루스포럼 강연
- 청년 장년 교육
- 트루스포럼 유튜브
- 서울대 전시물 게시[20][21]
- 보수주의 컨퍼런스
- 대선 예비후보 초청 강연
- 트루스리뷰 출판 및 출판 활동[22]
- 여름/겨울 워크샵

### 보수주의 컨퍼런스
트루스포럼에서 대한민국 처음으로 보수주의 가치로 연 정치 컨퍼런스이다.
- 2020 보수주의 컨퍼런스 - 장소 : 서울대 호암교수회관, 부산대
- 2021 보수주의 컨퍼런스 - 장소 : 강원도 비발디파크
- 2022 보수주의 컨퍼런스 - 장소 : 잠실 롯데월드타워

### 대선 예비후보 초청 강연
트루스포럼에서 아래 2022 국민의 힘 대선 예비후보를 초청해 강연을 진행했다.
- 황교안 전 총리
- 안상수 전 인천시장
- 최재형 전 감사원장

## 참고 문헌
- 트루스리뷰 vol.1